# 朴庭秀
朴庭秀（박정수，1987年1月13日—），韩国足球运动员，现效力于中国足球甲级联赛球队石家庄永昌骏豪。

## 俱乐部生涯
朴庭秀2009年在尚志大学毕业后加盟K2联赛球队大田KHNP，开始职业足球生涯，2009年12月转投K3球队华城信宇电子。2010年7月15日，朴庭秀转会加盟日本职业足球乙级联赛球队鸟栖砂岩，并在9月12日和甲府风林的比赛中完成在日本的首秀。 赛季结束后朴庭秀回到韩国，加盟K2联赛球队釜山运输。2012年3月，朴庭秀加盟中国足球甲级联赛球队福建骏豪。